# 14469 Komatsuataka
14469 Komatsuataka este un asteroid din centura principală de asteroizi.

## Descriere
14469 Komatsuataka este un asteroid din centura principală de asteroizi. A fost descoperit pe 12 septembrie 1993 la Kitami de Kin Endate și Kazuro Watanabe. Asteroidul prezintă o orbită caracterizată de o semiaxă mare de 2,58 ua, o excentricitate de 0,27 și o înclinație de 12,3° în raport cu ecliptica.